# 卢氏蛸属
卢氏蛸属（学名：Luteuthis ），是古氏蛸科下的一个属。

## 下属物种
- 卢氏蛸 Luteuthis dentatus O'Shea, 1999
- 水试卢氏蛸 Luteuthis shuishi O'Shea & Lu, 2002